# Il triangolo delle Bermude (miniserie televisiva)
Il triangolo delle Bermude (The Triangle) è una miniserie televisiva del 2005 diretta da Craig R. Baxley.

## Trama
Il magnate della navigazione Eric Benirall (Sam Neill) vuole cercare la verità sul misterioso Triangolo delle Bermude con lo scopo di distruggerlo per sempre. Assume, quindi, un'oceanografa (Catherine Bell), un meteorologo (Michael Rodgers), un giornalista (Eric Stoltz) ed un sensitivo (Bruce Davison) offrendo loro 5 milioni di dollari.